# هارون والاس
هارون والاس (بالإنجليزية: Aaron Wallace)‏ هو لاعب كرة قدم أمريكية أمريكي، ولد في 17 أبريل 1967 في باريس في الولايات المتحدة.

## وصلات خارجية
- هارون والاس على موقع مرجع كرة القدم المحترفة.كوم (الإنجليزية)